# عبدول‌قادر
عبدول‌قادر در سومالی با جمعیت ۵۶۷ نفر است که در awdal واقع شده‌است.